# Ceaplea (rezervație ornitologică)
Ceaplea (în ucraineană Чапля) este o rezervație ornitologică de importanță locală din raionul Hotin, regiunea Cernăuți (Ucraina), situată la vest de satul Ruhotin, lângă satul Grineacica.
Suprafața ariei protejate constituie 8,3 hectare și a fost înființată în anul 1983 prin decizia consiliului regional. Statutul a fost acordat pentru protejarea locurilor de cuibărire ale unei colonii unice de stârci cenușii.